# Corydalis rutifolia
Corydalis rutifolia là một loài thực vật có hoa trong họ Anh túc. Loài này được (Sm.) DC. mô tả khoa học đầu tiên năm 1821.